# گئورگی پطروسیان
گئورگی پتروسیان (انگلیسی: Georgi Petrosian؛ زادهٔ ۱۰ ژانویهٔ ۱۹۵۳) سیاست‌مدار اهل جمهوری آرتساخ است که از تاریخ ۲۰۰۷ تا تاریخ ۲۰۱۱ ریاست مجلس ملی جمهوری آرتساخ را برعهده داشت. از تاریخ ۱۹۹۰ تا تاریخ ۱۹۹۵ سمت نمایندگی دوره اول شورای عالی جمهوری ارمنستان را برعهده داشت.